# US Indoors 1976
Lo US Indoors 1976 è stato un torneo di tennis giocato sul sintetico indoor. È stata la 69ª edizione del torneo, che fa parte del Women's International Grand Prix 1976. Si è giocato ad Atlanta negli USA dal 13 al 19 settembre 1976.

## Campionesse

### Singolare
Virginia Wade ha battuto in finale  Betty Stöve con il punteggio di 5–7, 7–5, 7–5

### Doppio
Rosemary Casals /  Françoise Dürr hanno battuto in finale  Betty Stöve /  Virginia Wade con il punteggio di 6–0, 6–4